# Cup (construcció)
Un cup és una construcció amb forma de pou, feta normalment amb carreus escairats, sovint amb una planta circular, situada al costat del molí, de vegades al final de la bassa.
Era destinat a aconseguir augmentar la pressió de l'aigua que entra al carcabà.
Trobem els primers esments de molins amb cup al segle xii.